# 阿尔缅·纳扎良
阿尔缅·纳扎良（1974年3月9日—），亚美尼亚、保加利亚男子摔跤运动员。他曾代表亚美尼亚、保加利亚参加1996年、2000年、2004年和2008年夏季奥林匹克运动会摔跤比赛，获得二枚金牌和一枚铜牌。